# Marin Srakić
Marin Srakić (Ivanovci, 6. srpnja 1937.) prelat je Katoličke Crkve i umirovljeni đakovačko-osječki nadbiskup.

## Životopis
Pohađao je Dječačko sjemenište i Nadbiskupsku klasičnu gimnaziju na Šalati u Zagrebu a ispit zrelosti polaže na liceju Visoke bogoslovne škole u Đakovu. Studij teologije upisao je na Visokoj bogoslovnoj školi u Đakovu i nastavio na Katoličkom bogoslovnom fakultetu u Zagrebu gdje je i diplomirao. Nakon poslijediplomskoga studija postigao je licencijat iz teologije na Katoličkom bogoslovnom fakultetu u Zagrebu, a na akademiji Alfonsiani pri Papinskom lateranskom sveučilištu u Rimu postigao je doktorat iz moralne teologije s temom Povijesno-teološka rasprava o pitanju rata i mira.
Za svećenika je zaređen 6. ožujka 1960. godine. Vršio je sljedeće službe: od 1960. do 1961. bio je duhovni pomoćnik u Slavonskom Brodu; od 1961. do 1965. upravitelj župe Podravski Podgajci; od 1965. do 1967. te od 1970. do 1973. odgojitelj u Bogoslovnom sjemeništu u Đakovu; od 1977. do 1989. rektor Bogoslovnoga sjemeništa u Đakovu; od 1966. do 1967. te od 1970. do 1999. profesor moralne teologije na Visokoj bogoslovnoj školi u Đakovu, kasnije Teologiji u Đakovu, područnoga studija Katoličkoga bogoslovnog fakulteta Sveučilišta u Zagrebu. 
Sveti otac Ivan Pavao II. imenovao ga je pomoćnim biskupom Đakovačke i srijemske biskupije, 2. veljače 1990. godine. Za biskupa je zaređen je 24. ožujka iste godine. Obavljao je službu generalnoga vikara i prepošta Stolnoga kaptola đakovačkog i srijemskog. Imenovan je biskupom koadjutorom Biskupije đakovačke i srijemske, 10. veljače 1996. godine, a službu đakovačkoga i srijemskoga biskupa preuzeo je 6. veljače 1997. godine. Sveti Otac papa Franjo prihvatio je njegovo odreknuće od službe zbog navršene kanonske dobi za umirovljenje 18. travnja 2013. godine. Umirovljen je 6. srpnja 2013. godine.
Službe u HBK koje je obnašao do umirovljenja:
- predsjednik Stalnoga vijeća HBK
- predsjednik Pravne komisije HBK
- predsjednik Vijeća HBK za sjemeništa i duhovna zvanja